# Chioma Ubogagu
Chioma Ubogagu (Londres, Inglaterra, 10 de septiembre de 1992) es una futbolista inglesa. Juega como delantera en el Dallas Trinity FC de la USL Super League de Estados Unidos. Fue internacional con la selección inglesa, si bien participó en las categorías inferiores de la selección estadounidense.

## Trayectoria

### Inicios y etapa universitaria
Ubogagu nació en Londres, donde sus padres, Tina, enfermera y Aloy, trabajador social, se habían mudado de Nigeria en busca de oportunidades de trabajo. A los tres años, sus padres se divorciaron y ella se mudó con su madre y su hermano mayor a Coppell, Texas, un suburbio del Dallas-Fort Worth metroplex, al norte del estado.
Ubogagu lideró a su equipo, el D'Feeters, a dos títulos de la Copa del Estado del Norte de Texas, un campeonato de la Asociación de Fútbol Juvenil de EE. UU. y a un tercer lugar en el nacional sub-17 de 2010, además de conducir a la Escuela Secundaria Coppell a su quinto título estatal. También fue nombrada Jugadora del Año de Texas en 2010, tres veces All-América por ESPN RISE y dos por la NSCAA. Además fue seleccionada All-Area por Dallas Morning News, durante los cuatro años de su etapa en la escuela secundaria.
Ubogagu llegó a la Universidad de Stanford como la número uno en el ranking nacional del Top Drawer Soccer, el sistema de selección de futbolistas universitarios. Durante su primer año en 2011 fue elegida como la mejor debutante y ayudó a los Stanford Cardinal a ganar su primera Copa Universitaria Femenina, siendo seleccionada en el mejor equipo del torneo. Su equipo regresó a la final en 2012 y a la semifinal en 2014 con ella como principal artífice antes de terminar su carrera universitaria con 27 goles en 89 apariciones totales. Fue seleccionada como parte del equipo ideal All-Pac-12 en sus cuatro temporadas, obteniendo honores especiales del primer equipo en las temporadas 2012 y 2014.

### Etapa en Inglaterra y vuelta a Estados Unidos
En enero de 2015, el Sky Blue Football Club de la National Women's Soccer League seleccionó a Ubogagu con la selección número 28 del draft universitario, aunque el entrenador Jim Gabarra reconoció que estaba en negociaciones con un club de la Primera División de Inglaterra. Apenas un mes después de la elección, Ubogagu firmó con el Arsenal Ladies Football Club, club que había apoyado cuando era niña y que al nacer en Londres le fue fácil la adquisición del permiso de trabajo en el Reino Unido. Ubogagu hizo su debut profesional el 3 de abril de 2015, marcando un gol en un empate 1–1 contra el Notts County Ladies Football Club. Su club finalizó en tercera posición de la liga, mientras que en la FA Cup cayeron en los cuartos de final frente al Chelsea Football Club Women siendo las vigentes campeonas.
El Arsenal liberó a Ubogagu habiendo llegado al final de su contrato en noviembre de 2015. Terminó su temporada con siete goles en 21 apariciones. Posteriormente, el Houston Dash adquirió sus derechos del Sky Blue F. C. a cambio de futuras elecciones en los draft de 2016 y 2017. El intercambio le dio a Houston Dash la oportunidad de firmarla antes del comienzo de la temporada de la NWSL en marzo de 2016.
Ubogagu fue nombrada Jugadora de la Semana de la liga en la cuarta semana de competición por su gol y su asistencia para llevar a Houston a la victoria por 2-1 sobre el Football Club Kansas City.
El 23 de enero de 2017 se unió al Orlando Pride a cambio de una selección de la tercera ronda de Orlando en el Draft de 2018. A lo largo del curso Ubogagu participó en 20 partidos en los que anotó 4 goles, en donde compartió equipo con Alex Morgan y Marta Vieira, dos de las reconocidas como mejores jugadoras del mundo. Sus buenas actuaciones con el equipo permitieron que el club alcanzase las semifinales al título, pero cayeron eliminadas frente al Portland Thorns Football Club por un contundente 4-1. Tras ello firmó un nuevo contrato con el club antes de la temporada 2018. El 29 de agosto de 2019, el Orlando Pride renunció a Ubogagu para permitirle buscar una nueva oportunidad en Europa, tras haber pasado un tiempo cedida en el Brisbane Roar junto a su compañera Carson Pickett debido a la finalización del campeonato estadounidense.

### Etapa en España
El 30 de agosto firmó con el Club Deportivo TACON, acuerdo que se anunció a los medios al día siguiente.

## Selección
Debido a sus padres, su lugar de nacimiento y su vivencia, Ubogagu era elegible para representar a Nigeria, Inglaterra o los Estados Unidos. Ella eligió representar a los Estados Unidos a nivel juvenil, jugando para sus equipos formativos de categoría sub-18, sub-20 y sub-23. Se decidió por representar a Inglaterra en el nivel superior, aceptando una llamada desde un lado en octubre de 2018 y haciendo su debut internacional en Inglaterra y senior el 8 de noviembre de 2018.
Ubogagu ha representado a los Estados Unidos en sus categorías inferiores, incluidos los equipos sub-18, sub-20 y sub-23. Con el Sub-20, ganó la Copa Mundial Sub-20 de Japón 2012, disputando los seis partidos en los que anotó un gol, y el Campeonato Sub-20 de CONCACAF de Panamá 2012, donde marcó el gol decisivo de la final, para un total de seis en ocho partidos en su etapa sub-20.

### Absoluta
Fue convocada por la selección absoluta de los Estados Unidos el 31 de octubre de 2017 para los dos amistosos contra Canadá en noviembre. Sin embargo no disputó ninguno de los encuentros.
Debido a ello, el entrenador de la selección de Inglaterra, Phil Neville, convocó a Ubogagu a la para una serie de amistosos en noviembre de 2018 contra Suecia y Austria, al ser elegible por no haber debutado con ninguna otra selección absoluta. Ubogagu anotó en su debut internacional con Inglaterra en la victoria por 3-0 contra Austria del 8 de noviembre de 2018.

## Estadísticas

### Clubes
Actualizado al último partido disputado el 26 de junio de 2021. Resaltadas temporadas en calidad de cesión.
| Club | Div.          | Temporada     | Liga  | Liga  | Liga   | Copas (1) | Copas (1) | Copas (1) | Internacional (2) | Internacional (2) | Internacional (2) | Total (3) | Total (3) | Total (3) | Media goleadora |
| Club | Div.          | Temporada     | Part. | Goles | Asist. | Part.     | Goles     | Asist.    | Part.             | Goles             | Asist.            | Part.     | Goles     | Asist.    | Media goleadora |
| --- | ------------- | ------------- | ----- | ----- | ------ | --------- | --------- | --------- | ----------------- | ----------------- | ----------------- | --------- | --------- | --------- | --------------- |
| Stanford Cardinal Estados Unidos | Univ.         | 2011          | 26    | 10    | 10     | -         | -         | -         | -                 | -                 | -                 | 26        | 10        | 10        | 0.38            |
| Stanford Cardinal Estados Unidos | Univ.         | 2012          | 18    | 5     | 11     | -         | -         | -         | -                 | -                 | -                 | 18        | 5         | 11        | 0.28            |
| Stanford Cardinal Estados Unidos | Univ.         | 2013          | 20    | 2     | 7      | -         | -         | -         | -                 | -                 | -                 | 20        | 2         | 7         | 0.10            |
| Stanford Cardinal Estados Unidos | Univ.         | 2014          | 25    | 10    | 7      | -         | -         | -         | -                 | -                 | -                 | 25        | 10        | 7         | 0.28            |
| Stanford Cardinal Estados Unidos | Total club    | Total club    | 89    | 27    | 35     | 0         | 0         | 0         | 0                 | 0                 | 0                 | 89        | 27        | 35        | 0.30            |
| Arsenal F. C. Inglaterra | 1.ª           | 2015          | 14    | 6     | 2      | 5         | 1         | -         | -                 | -                 | -                 | 19        | 7         | 2         | 0.37            |
| Houston Dash Estados Unidos | 1.ª           | 2016          | 15    | 1     | 1      | -         | -         | -         | -                 | -                 | -                 | 15        | 1         | 1         | 0.07            |
| Orlando Pride Estados Unidos | 1.ª           | 2017          | 20    | 4     | 4      | -         | -         | -         | -                 | -                 | -                 | 20        | 4         | 4         | 0.20            |
| Orlando Pride Estados Unidos | 1.ª           | 2018          | 21    | 4     | 1      | -         | -         | -         | -                 | -                 | -                 | 21        | 4         | 1         | 0.19            |
| Orlando Pride Estados Unidos | 1.ª           | 2019          | 17    | 4     | 2      | -         | -         | -         | -                 | -                 | -                 | 20        | 4         | 2         | 0.24            |
| Orlando Pride Estados Unidos | Total club    | Total club    | 58    | 12    | 7      | 0         | 0         | 0         | 0                 | 0                 | 0                 | 58        | 12        | 7         | 0.21            |
| Brisbane Roar F. C. Australia | 1.ª           | 2019          | 11    | 2     | 2      | -         | -         | -         | -                 | -                 | -                 | 11        | 2         | 2         | 0.18            |
| C. D. TACON · España | 1.ª           | 2019-20       | 18    | 5     | 3      | 2         | -         | -         | -                 | -                 | -                 | 20        | 5         | 3         | 0.25            |
| Real Madrid C. F. · España | 1.ª           | 2020-21       | 11    | 2     | -      | -         | -         | -         | -                 | -                 | -                 | 11        | 2         | 0         | 0.18            |
| Tottenham Hotspur F. C. W. Inglaterra | 1.ª           | 2021-22       | -     | -     | -      | -         | -         | -         | -                 | -                 | -                 | 0         | 0         | 0         | 0               |
| Total carrera | Total carrera | Total carrera | 216   | 55    | 71     | 7         | 1         | 0         | 0                 | 0                 | 0                 | 223       | 56        | 36        | 0.25            |
| (1) Incluye datos de FA Cup, FA WLC (2015) / Copa de la Reina (2019-Act.). (2) Incluye datos de Liga de Campeones. (3) No incluye datos de partidos amistosos. |               |               |       |       |        |           |           |           |                   |                   |                   |           |           |           |                 |

## Vida privada
Su abuelo Austin Eneuke jugó para la selección nigeriana y para el Tottenham Hotspur Football Club, curiosamente el club rival del Arsenal F. C. que animaba en su juventud. Se hizo fan del club «gunner» tras ver un derbi del Norte de Londres entre ambos conjuntos, a pesar de que su padre la instó a apoyar al club de Tottenham.
Su nombre Chioma significa "Dios bueno" en el idioma igbo, hablado principalmente por el pueblo homónimo del sureste de Nigeria.

## Palmarés

### Selección
- 1 Copa SheBelieves: 2019.

- 1 Mundial Sub-20: 2012.
- 1 Campeonato Sub-20 de CONCACAF: 2012.